# Częstobor
Częstobor, Częsbor – staropolskie imię męskie. Składa się z członu Częs(to)- („często”) i -bor („walka”). Mogło oznaczać „tego, który często walczy”.
Częstobor imieniny obchodzi 30 marca.